# Qualquer Gato Vira-Lata 2
Qualquer Gato Vira-Lata 2 é um filme de comédia romântica produzido no Brasil e codirigido por Roberto Santucci e Marcelo Antunez. Lançado em 2015, foi protagonizado por Cleo Pires, Dudu Azevedo e Malvino Salvador. Trata-se da sequência do filme homônimo, que foi lançado em 2011.

## Enredo
Algum tempo depois dos eventos do primeiro filme Qualquer Gato Vira-Lata, Tati e Conrado estão namorando faz alguns anos e afim de comemorar mais um aniversário de namoro, os dois estão indo juntos para um resort em Cancún, no México, onde ele irá participar de um congresso afim de divulgar seu livro autoral, "Qualquer Gato Vira-Lata tem uma vida sexual mais saudável que a nossa"(em homenagem ao título da peça de teatro que originou o primeiro filme). O que Conrado não sabe é que Tati pretende aproveitar a viagem para pedir seu amado em casamento, assim, prepara uma surpresa envolvendo a mãe dele, Glaucia; Paula, melhor amiga de Tati(e principal ajudante desta no suposto pedido de casamento) e alguns amigos e colegas de trabalho de Conrado que assim como Glaucia e Paula, estarão no resort para o lançamento do livro e todos pretendem fazer uma exibição ao vivo via internet do momento do pedido de casamento para os demais que não estarão no local. O problema é que a concorrente de Conrado na conferência é justamente sua ex-mulher Olga Ângela, que está no evento para divulgar seu livro "Qualquer anta entende melhor de relacionamento que os homens" e defender sua tese contrariando a de Conrado.
Para piorar a situação, Marcelo, ex-namorado de Tati, ainda não conseguiu superar o término mesmo depois de alguns anos, tanto que vê o rosto de Tati onde quer que vá. Assim, ele descobre por seu amigo Magrão que Tati irá pedir Conrado em casamento, assim, os dois assistem a exibição ao vivo do pedido, quando Conrado, sem reação diante do pedido de Tati, responde que gostaria de pensar, gerando uma grande decepção para Tati diante do vexame de não ter um "sim" de seu namorado na frente de todo o povo, o que faz Marcelo aproveitar a oportunidade e ingressar com Magrão para o mesmo resort, onde o rapaz pretende reconquistar sua ex, então abalada com o atual, visto que os dois acabam rompendo ali mesmo e ela apenas é consolada por Paula enquanto Conrado acaba indo dormir no quarto da mãe, frustrando os planos desta de arranjar um encontro romântico. Como se não bastasse, Ângela aproveita a deixa para desmoralizar ainda mais seu ex-marido e se alia a Tati na intenção desta se mostrar superior e deixar Conrado completamente desconsertado.
Afim de Marcelo se mostrar um homem mais maduro e responsável para Tati, Magrão sugere que o amigo finja que é pai, quando os dois conhecem, Julia, uma menina esperta e mandona de 10 anos que após se desentender com seus pais, acaba se afastando destes e depois de muito relutar, aceita a proposta de Marcelo de fingir ser sua filha e eventualmente, eles acabam encontrando Tati, que se surpreende tanto com a presença de Marcelo(que ele miseravelmente finge ser uma mera coincidência) quanto com a suposta realidade dele como pai(apesar de ela não acreditar muito no que está presenciando com Marcelo ao lado de sua suposta filha), ainda assim, decide dar uma chance ao ex-namorado, acreditando que este talvez de fato esteja mudado, ainda que faça tudo isso apenas para chamar a atenção de Conrado, que ao ver sua amada com o ex, entra numa disputa infantil por ela, reascendendo a rivalidade com Marcelo, que ao contrário de Conrado, tenta adotar uma postura mais madura, ainda que tenha dificuldades em convencer Tati de suas atitudes. Além dos três, os demais envolvidos no resort ainda vão ter várias desventuras no amor e arranjar as mais diversas confusões.

## Elenco
- Cleo como Tati - Uma jovem romântica e antenada que anteriormente havia sido abandonada por seu então namorado Marcelo justamente em seu aniversário, logo conhecendo Conrado durante uma palestra em sua faculdade(da qual Conrado é professor) e contando com ele para ensiná-la a como reconquistar Marcelo. Acontece que ela acaba se apaixonando pelo professor e vê que não vale a pena insistir em Marcelo, rompendo de vez com este e engatando um namoro com Conrado. Após algum tempo de uma boa relação de namoro com Conrado, Tati pretende aproveitar a viagem dos dois para o México(onde ele irá participar da conferência onde pretende lançar seu livro) para pedi-lo em casamento, quando no momento exato do pedido, ele a frustra dizendo que precisa pensar, arruinando uma boa viagem, mas reascendendo as esperanças em Marcelo, ex de Tati que não consegue superar o término. Quando Tati vê Marcelo no resort, aparentemente mudado(como um homem responsável que é pai de uma menina de 10 anos), ela decide dar uma chance nova a ele, mesmo ainda apaixonada por Conrado, que acaba caindo no truque dela e entra na disputa amorosa novamente.

- Malvino Salvador como Conrado - Um professor universitário bastante cético, certinho e careta que anteriormente tinha Tati como sua cobaia numa pesquisa científica enquanto a ajuda a reconquistar o ex-namorado Marcelo, a quem ele acaba conhecendo e percebendo que ela merece algo melhor, enquanto ele próprio(Conrado) se apaixona por ela. Os dois ficam juntos ao fim do primeiro filme e ao início da sequência, já estão juntos há algum tempo, ao que ela o acompanha em sua viagem para o México afim de comemorarem seu aniversário de namoro. Em seu primeiro jantar no resort, Tati arma uma surpresa na qual pede Conrado em casamento, mas o resultado sai totalmente fora do esperado, visto que ele prefere pensar no assunto, o que gera uma briga feia entre eles, fazendo ele ir parar no quarto de sua mãe, arruinando suas investidas amorosas, apesar de a mãe mimá-lo bastante ao mesmo tempo que expõe algumas verdades constrangedoras sobre o mesmo. É revelado que Conrado odeia piscina e nunca aprendeu a andar de bicicleta, dentre outras neuroses e frescuras dele.

- Dudu Azevedo como Marcelo - Ex-namorado de Tati, que a abandonou num aniversário dela, se mostrando um rapaz totalmente irresponsável, malandro e mulherengo, que ainda assim, ela tenta reconquistar. Após várias tentativas falhas, Tati percebe que está perdendo tempo com Marcelo e o abandona definitivamente, engatando um romance com Conrado(que até então tentava ajudá-la a reatar com Marcelo, com quem o próprio Conrado acaba confrontando, o que prova que Marcelo não é o homem certo para Tati). Mesmo depois de algum tempo do término, Marcelo não consegue esquecer a ex-namorada(mesmo diante das provocações de seu amigo Magrão e deste tentar convencê-lo a esquecer Tati e seguir em frente) e após o pedido de casamento desta a Conrado falhar, ele decide aproveitar a deixa para reconquistá-la, se mostrando um novo homem(inclusive "adotando" uma criança no hotel afim de se mostrar um pai dedicado), ao que ela não perde a oportunidade de provocar Conrado e iniciar uma nova disputa amorosa.

- Rita Guedes como Olga Angela Portella - Ex-mulher de Conrado, que desde o divórcio deles, vive tentando desmoralizá-lo, uma vez que gosta de sempre se mostrar superior. Ela participa do congresso em Cancún como uma espécie de concorrente de Conrado, visto que seu livro contraria as teorias do livro dele. Diante do pedido de casamento fracassado de Tati, Ângela aproveita para diminuir seu ex-marido novamente, se tornando supostamente amiga de Tati, a quem tenta motivar a ser superior e provocar Conrado de todas as maneiras. É detestada por sua ex-sogra Glaucia, que acha que Ângela fez Conrado sofrer e o traumatizou. Eventualmente, entra numa certa disputa com Paula, rivalizando a amizade de Tati com esta, visto que acaba provocando ciúmes.

- Letícia Novaes como Paula - Melhor amiga de Tati, que a ajuda a preparar o jantar surpresa no qual Tati pretende pedir Conrado em casamento. Após o pedido de casamento dar errado, Paula tenta convencer Tati a aproveitar a viagem assim mesmo, quando se depara com Marcelo(fingindo ser pai da garota Julia, o que não convence Paula) e Magrão, que além da cumplicidade com Marcelo, aproveita a deixa para tentar conquistar Paula, uma vez que sabe que ela está carente por não ter namorado e não se envolver romanticamente com ninguém há tempos. Ela vive resistindo as cantadas baratas do rapaz e o esnobando insistentemente.

- Stella Miranda como Glaucia - Mãe de Conrado, que parece ter mimado muito seu filho durante a vida, ainda assim, é uma senhora bastante independente que não vê a hora de se rearranjar no amor, mas se vê obrigada a acolher seu filho após a briga que este teve com Tati, o que acaba arruinando alguns encontros amorosos dela, que ainda assim, tenta resolver a situação do casal, dando conselhos a Conrado mesmo contra sua própria vontade. Ela eventualmente ainda consegue se envolver amorosamente com alguém no hotel, mesmo que de forma totalmente inusitada e nada planejada.

- Álamo Facó como Magrão (Paulo Sérgio) - Melhor amigo de Marcelo, que adora provocá-lo devido a obsessão que este tem por sua ex-namorada Tati, a quem Magrão vive tentando motivar Marcelo a esquecer, enquanto continua apelidando Conrado de "guru"(visto que sabe que este estava dando conselhos para Tati durante os eventos do primeiro filme, deixando Marcelo enciumado e fazendo com que desde então, Magrão o apelidasse de guru apenas afim de provocar Marcelo). Quando Conrado não aceita o pedido de casamento de Tati, Marcelo pensa em aproveitar a oportunidade para ir até o México se declarar para sua ex, mas é desencorajado por Magrão até contar a este sobre uma promoção para duas pessoas no tal resort, o que convence Magrão a o acompanhar(por mais que no fundo, Magrão acompanhe o amigo apenas para curtir a viagem e paquerar Paula, que ele sabe que está lá também). No resort, ele tenta conquistar Paula, sem sucesso, uma vez que ela desconfia do plano deste e de Marcelo e tenta delatá-los.

- Mel Maia como Julia - Uma criança esperta que Marcelo e Magrão conhecem na recepção do hotel do resort. Visto que a garota está evitando o pai por este não deixá-la mexer em seu tablet, Magrão empresta o seu e assim convence a menina a fingir que é filha de Marcelo, que usa tal artifício para chamar a atenção de Tati, muito embora certas gafes só deixem mais duvidosa a história, visto que Marcelo parece ser um pai que não sabe nada sobre sua suposta filha. Após a farsa ser descoberta, Julia ainda dá conselhos a Marcelo sobre como consertar a situação embaraçosa que ele mesmo causou.

- Marcelo Saback como Esteban - Gigolô mexicano que é uma espécie de faz-tudo no hotel do resort, tanto que é justamente quando ele está em serviço de salva-vidas que Tati aproveita para o bronzear e o massagear afim de provocar Conrado(que está vendo a situação de longe), ao que Conrado paga com a mesma moeda massageando uma bela mexicana ao seu lado. Tal situação provoca raiva em Tati que começa a praticamente torturar Esteban, que a partir de então começa a evitá-la. Mais tarde, ele conhece Glaucia, que tenta flertar com ele, que tempos depois, durante uma festa noturna no hotel, acaba bebendo demais e vai parar na cama com Magrão e Paula, revelando ser bissexual e insinuando que os três tiveram alguma relação juntos.

- Fábio Jr. como Jorge - Pai de Tati, fazendo uma participação especial(uma vez que ele e Tati são pai e filha na vida real) como um pai que está fazendo escala em Cancún e assim decide visitar a filha e vê tudo que ela está sofrendo, assim, tenta consolar a moça, que desabafa que sente saudades do pai(dando a entender que ele e a mãe de Tati são separados, visto que a própria Tati se deixa revelar que Jorge nunca mais se firmou com ninguém desde a separação).

- Camila Mayrink como Michele - Nova paquera de Marcelo, com quem ele flerta no início do filme afim de esquecer Tati, quando ele acidentalmente acaba chamando sua nova garota pelo nome da ex, causando o rompimento desta relação.

- Marcelo Escorel como Mariachi que se apaixona por Glaucia, mas cujo romance é sempre interrompido por Conrado, visto que ele se hospeda no quarto da mãe após brigar com Tati. Este mesmo mariachi faz parte de uma banda formada por outros mariachis do hotel e surgem de repente para cantar e tocar seus instrumentos, muitas vezes assustando e constrangendo as pessoas.

- Yasmin Mitri como Consuela - Assim como Esteban, também é mexicana e funcionária do hotel. Os dois vivem fofocando sobre o que acontece no local e até mesmo tudo que rola entre Tati, Conrado, Marcelo e os demais vira assunto entre eles.